# Recep İvedik
Recep İvedik ist eine türkische Filmkomödie aus dem Jahr 2008. Die Titelfigur des Films ist der Komiker Şahan Gökbakar. Der Film kam am 22. Februar 2008 in der Türkei und am 13. März 2008 in Deutschland in die Kinos.

## Handlung
Recep İvedik bemerkt auf der Straße, wie ein Geschäftsmann seine Brieftasche verliert. Er versucht ihm den Geldbeutel zurückzugeben, doch jener fährt schon in seinem Auto weg, ohne davon etwas zu merken. Zu Hause angekommen sieht İvedik den Geschäftsmann, einen reichen Hotelbesitzer aus Antalya, im Fernsehen. Diese Art spricht ihn so sehr an, dass er mit seinem alten Fiat 126 den Weg von Istanbul nach Antalya macht, um die Brieftasche persönlich abzugeben.
Unterwegs bemerkt İvedik auf der Autobahn zwei junge Frauen mit ihrem Auto an der Straßenseite. Er tauscht die defekte Autobatterie gegen seine eigene funktionstüchtige aus. Erst im Nachhinein fällt ihm auf, dass er selbst nun keine intakte Batterie zum Weiterfahren hat. Per Anhalter wird er von Hardcore-Rockern zunächst weiter Richtung Antalya gefahren, muss jedoch in einer LKW-Station aussteigen. Dort wird er Mitglied dieses Clubs. Anschließend fährt er mit einem Fahrer aus diesem Club nach Antalya, doch als Recep dessen Homosexualität bewusst wird, steigt er aus und beschimpft ihn mit harten Kraftausdrücken, dann steigt er um zu einem Autofahrer, welcher ihn nach Antalya bringt.
Der Hotelbesitzer bietet Recep an, als Belohnung Geld oder ein Hotelzimmer für eine Woche zu nehmen. Das lehnt dieser zunächst ab, aber als er am Ausgang seine alte Freundin Sibel aus Kindheitstagen sieht, die heute in den Niederlanden lebt, nimmt er das Zimmer an. Sibel wurde mit ihrer Mutter von ihrem reichen Verlobten in den Urlaub geschickt und ist nur auf Druck der Mutter die Verlobung eingegangen. Anfangs ekeln sich Mutter und Tochter vor ihm, allerdings kann er im Laufe des Films Sibel mit Tanzeinlagen, coolen Sprüchen und seiner lockeren und ehrlichen Art überzeugen, ihm näherzukommen. Recep allerdings traut sich einfach nicht, ihr die Murmeln zu geben, mit denen sie als Kind gespielt haben und die er seit seiner Kindheit immer bei sich trägt. Am Ende des Filmes beauftragt er einen befreundeten Hotelmitarbeiter, ihr die Murmeln zu überreichen. Kurz vor ihrem Check-In am Flughafen schafft er es noch, die Murmeln zu überreichen. Schließlich erinnert sich dadurch auch Sibel an ihren Kindheitsfreund zurück.

## Fortsetzung
Es wurde eine Fortsetzung Recep İvedik 2 produziert, welche im Februar 2009 in den Kinos anlief. Der dritte Teil Recep İvedik 3 lief im Februar 2010 in den Kinos an. Im Februar 2014 wurde der vierte Teil der Komödie Recep İvedik in den deutschen Kinos gezeigt. 2017 kam dann der fünfte und im Oktober 2019 der sechste Teil heraus. 2022 folgte Recep İvedik 7.

## Auszeichnungen
- 2008: Bogey für 1000 Besucher pro Kopie am Startwochenende